# Felipe Guréndez Aldanondo
Felipe Guréndez Aldanondo   (Vitòria, 18 de novembre de 1975) és un exfutbolista basc, que jugava com a migcampista (normalment en tasques defensives). El seu primer equip va ser l'Athletic Club. Va ser internacional sub-21 per Espanya, guanyat l'Europeu de la categoria.

## Trajectòria
Ha jugat sempre en les categories inferiors del conjunt bilbaí. El 1994 debuta en el Bilbao Athletic i el 1995 passa a formar part del primer equip. Debuta en la Primera divisió de la lliga espanyola de futbol el 3 de gener de 1996 en el partit Athletic 1 - 0 Zaragoza. La temporada 97-98 es marxa a jugar al CA Osasuna, on juga 23 partits com a titular i marca un gol.
De nou a San Mamés, va esdevindre una peça clau de l'Athletic del canvi de segle, sent titular entre el 98 i el 01. A partir d'ací, el seu rendiment cau fins amb prou feines disputar uns quants partits per temporada. L'estiu del 2006 fitxa pel CD Numancia, on recupera certa regularitat, jugant una vintena de partits per temporada.

## Clubs
| Club            | Any         |
| --------------- | ----------- |
| Bilbao Athletic | 1994-1995   |
| Athletic Club   | 1995-1997   |
| Osasuna         | 1997-1998   |
| Athletic Club   | 1998-2006   |
| CD Numancia     | 2006 - 2010 |